# Aethalopteryx politzari
Aethalopteryx politzari je vrsta vešče iz družine lesovrtov, ki so jo prvič opisali leta 2011, odkrita pa je bila v Somaliji, Tanzaniji in Keniji.